# The Upside
The Upside (prt: Novos Amigos Improváveis; bra: Amigos para Sempre) é um filme americano de 2017, do gênero comédia dramática, dirigido por Neil Burger e escrito por Jon Hartmere, que adaptou o roteiro original de Eric Toledano e Olivier Nakache para o filme francês de 2011 Intouchables, inspirado na vida de Philippe Pozzo di Borgo. 
O filme acompanha um bilionário paralisado (Bryan Cranston), que cria uma improvável amizade com um homem recém-liberto da condicional (Kevin Hart), a quem contratou para cuidar dele. Nicole Kidman, Golshifteh Farahani e Julianna Margulies também integram o elenco principal. É o terceiro remake de Intouchables, depois do filme indiano Oopiri e do argentino Inseparables (ambos de 2016).
Foi lançado no Brasil pela California Filmes.

## Sinopse
Milionário tetraplégico contrata como assistente um homem desempregado e com antecedentes criminais.

## Elenco
- Kevin Hart como Dell Scott
- Bryan Cranston como Phillip Lacasse
- Nicole Kidman como Yvonne Pendleton
- Genevieve Angelson como Jenny
- Aja Naomi King como Latrice
- Julianna Margulies como Lily
- Rachel Alana Handler como supervisor de processamento de dados
- Tate Donovan como Carter Locke
- Golshifteh Farahani como o dr. Magana ("Maggie") Gupta
- Jahi Di'Allo Winston como Anthony
- Michael Quinlan como Jack

## Produção

### Desenvolvimento
Em julho de 2011, além de comprar direitos de distribuição em países de língua inglesa, escandinavos e a China, a Weinstein Company adquiriu os direitos de refazer Os Intocáveis em inglês.  Em junho de 2012, Paul Feig foi programado para dirigir e escrever o roteiro, com Chris Rock, Jamie Foxx e Idris Elba cotados para o papel de Dell, Colin Firth em conversas para viver Phillip e Jessica Chastain e Michelle Williams consideradas para uma liderança feminina.
Em janeiro de 2017, Nicole Kidman e Genevieve Angelson se juntaram ao elenco do filme, e em fevereiro de 2017, Aja Naomi King e Julianna Margulies também foram escaladas.
Em 2 de agosto de 2017, o título do filme foi alterado para The Upside .

### Filmagem
As filmagens começaram em 27 de janeiro de 2017, na Filadélfia. Uma foto oficial foi lançada em 30 de janeiro de 2017, do personagem de Hart através de sua conta no Instagram.  O filme recebeu inicialmente uma nota R da MPAA, mas Burger e os produtores do filme cortaram para conseguir um PG-13.

## Lançamento
O filme teve sua estreia mundial no Festival Internacional de Cinema de Toronto em 8 de setembro de 2017.  Ele foi inicialmente programado para ser lançado nos Estados Unidos em 9 de março de 2018.  No entanto, em janeiro de 2018, após o escândalo das alegações de abuso sexual de Harvey Weinstein, o filme foi retirado do cronograma pela The Weinstein Company e mudou-se para uma data não especificada de 2018.
Em agosto de 2018, foi anunciado que a STX Entertainment estaria em parceria com a Lantern Entertainment, a sucessora da TWC, para distribuir o filme.  Foi lançado nos Estados Unidos em 11 de janeiro de 2019.  A STX gastou pouco menos de US$ 30 milhões promovendo o filme, incluindo US$ 7 milhões em anúncios na TV.